# Dialeurodes gemurohensis
Dialeurodes gemurohensis là một loài côn trùng cánh nửa trong họ Aleyrodidae, phân họ Aleyrodinae.
Dialeurodes gemurohensis được Corbett miêu tả khoa học đầu tiên năm 1935.